# Lostorage incited WIXOSS
『Lostorage incited WIXOSS』（ロストレージ インサイテッド ウィクロス）は、J.C.STAFF制作による日本のオリジナルテレビアニメ。2016年10月から12月まで全12話が放送され、第2シリーズ『Lostorage conflated WIXOSS』（ロストレージ コンフレーテッド ウィクロス）は2018年4月から6月まで放送された。
2017年12月14日発売のカードセット「SELECTOR SELECTION」では『conflated』の序章に当たる新作OVA『Lostorage conflated WIXOSS -missing link-』のDVDが同梱されている。また、関連番組として音泉で2016年10月〜2017年1月に『Lostorage radio WIXOSS』が毎週火曜日に、2017年4月〜12月には『Lostorage radio WIXOSS -booster pack-』が不定期で配信された。
以下『Lostorage incited WIXOSS』を「incited」または「第1期」（前シリーズ『selector』からの通期3期目）、『Lostorage conflated WIXOSS』を「conflated」または「第2期」（通期4期目）、OVA『missing link』を「OVA」と略す。

## 概要
タカラトミー発売のトレーディングカードゲーム『WIXOSS』をベースとして2014年に放送された『selector』シリーズ（『selector infected WIXOSS』および『selector spread WIXOSS』）に次ぐ新シリーズとなる。2016年4月16日に開催されたイベント「WIXOSS2周年記念 大・お花見大会」の席上で、ゲスト出演したワーナー・ブラザース ホームエンターテイメントの川瀬浩平により製作決定および放送時期が発表された。その後、同年8月7日に開催されたイベント『WIXOSS Summer Store』でスタッフ・声優などが公表された。
「Selector」に比べてセレクターバトルでのWIXOSSの描写が少し明確になっており、これも同じく公式サイトでのコラムで詳細が記されている。
第2期『conflated』では、前作『incited』の主人公だった穂村すず子から前シリーズ『selector』の外伝漫画『peeping analyze』の主人公だった水嶋清衣に主人公が交代する。さらに『selector』の主人公だった小湊るう子もメインキャラクターとして登場し、清衣・るう子・すず子の3人を中心にストーリーが展開していく。また、タイトルロゴの『Lostorage』が1期と異なり一部に『selector』のロゴデザインが取り込まれたものへ変更され、前シリーズとの「融合」という作品テーマを象徴するものとなっている。

## 登場人物

### 主要人物
穂村 すず子（ほむら すずこ）
声 - 橋本ちなみ
第1期『incited』の主人公。小学2年生まで東京の池袋で育った後、父親の転勤に合わせて転校を繰り返していたが高校2年生への進級に際し、北海道から8年ぶりに池袋へ帰ってくることとなった。母親は故人で、父親は夜遅く帰宅し早朝に出勤するため家でも顔を合わせることは滅多になく1人で過ごすことが多い。転校続きのため積極的に友達を作ることを避けており、唯一の親友と言える存在はかつて近所に住んでいた森川千夏であったが音信不通となっている。
友達を作るきっかけを欲して流行のTCG『WIXOSS』の構築済みデッキを購入したところ「はじまりのルリグ」を引き当ててセレクターとなってしまい「リル」と命名する。スタート時のコインは1枚。
鳴海勝とのバトルによってセレクターバトルの敗者に起きることを知った後、実際に敗者に起きた状況に遭遇したはんなとともに、ブックメーカーを手掛かりに謎を解こうとする。そこで千夏がブッキングされていることを聞き、里見に誘導される形でブックメーカーのリストに登録。思い出の公園でひどく冷淡な彼女に再開する。今の千夏にとって自分が不要なモノと絶交にも等しい罵倒をされる。さらにはんなのブッキング相手に選ばれ、傷ついていくリルの姿に心を痛めるも、はんなに自身の甘さを指摘された末に敗北。一時は自分がバトルする理由を見失ってしまうが、その後の千夏とのバトルを経た後、リルから「すず子が千夏を守ればいい」と助言され、もうバトルからは逃げないことを誓った。
上記のような孤独状態が続いており、自分のことより千夏に依存するほど大事にしている面がある。一方で、幼少期から友達づくりがうまく人付き合いがいい面があり、WIXOSSを始めたきっかけがクラスメイトと仲良くなるためだったり（後日、セレクターバトルに巻き込まれクラスメイトに誘われるも、戸惑っている最中であったため断った）、はんなと一緒に真相を探ろうとしたりとところどころで行動的なところがある。
『conflated』では引き続き主人公の1人として登場。今回のバトルでは自分以外の記憶も操作できることを知り、千夏の記憶を取り戻すべく参戦する。千夏をセレクターバトルから遠ざけようとするも、彼女が再びセレクターに選ばれてしまったため、彼女を守るためにはんなの勧めでバトルをして勝利。メルを受け取り、清衣たちと共に千夏のために戦いに臨んだ。戦いの最中、強襲してきたカーニバルとのバトルに敗れてルリグを奪われるも、カーニバルに手の内を晒させることで清衣の勝利に貢献した。
千夏からは「すず」と呼ばれている。お菓子作りが得意で、はんなからも「そこらの店の物より美味しい」と気に入られている。
水嶋 清衣（みずしま きよい）
声 - 大西沙織
第2期『conflated』の主人公。かつて「夢限少女」を巡る都市伝説が存在した頃、繭が主催するバトルにセレクターとルリグ双方の立場で参加した経験があり、現在のルリグにはかつて自分がルリグだった頃と同じ「ピルルク」と命名した。交通事故で意識不明の重体に陥った親友から薦められたTCG『WIXOSS』に人一倍の強い思い入れがあり、その親友を救いたい一心で「夢限少女」となった結果、自分と入れ替わったリメンバの凶行により親友を喪った経験から「WIXOSSを悪用する者は誰であろうと絶対に許さない」という信念で行動している。同時に、復讐を果たすために数多の少女を利用し続け破滅に追いやってきた決して消えない罪に対する贖罪意識が強い。
第1期では千夏がメルを引き当てた後、最初に対戦したセレクターとして登場。第8話でははんなと対戦して勝利した後に、今回のバトルの真相追求から手を引くように警告した。その後、繭が遺した空間でのバトル再開の鍵を握る「ブックメーカー」こと里見紅を追い詰めてバトルを挑むが返り討ちに遭い、その分のロスが響いたのか敗退こそしなかったものの亡き親友の顔と声を思い出せなくなったという描写がOVAで見られる。
OVAでは自分が勝てなかった里見を倒した実力を見込んですず子の元を訪ね、バトルを終わらせるための協力を要請する。その後、共通の知人である御影はんなを交えて3人で里見の行方を追ったが有力な手掛かりは得られず、またすず子からは「千夏を危険に巻き込みたくない」と言う理由で協力要請を辞退されたため、その次に協力を求めたのは（以前にルリグのピルルクとしては面識がある）小湊るう子の所であった。
結局るう子からも協力を拒否されてしまうが、新たに再開したセレクターバトルにまたしてもセレクターとして選ばれ、逆恨みに等しい怨念をぶつけてくる晶を倒した後、姿を現した里見（カーニバル）に対して今度こそ絶望を生み続ける終わらない闇の連鎖を止めてみせると宣戦布告する。
その後、自分に歪んだ妄執を向けてくるリメンバと結託した晶によってアミカを人質にされ、ピルルクとしてフィールドに出て無抵抗で攻撃を喰らい続けるバトルを強要されてしまう。傷ついていく中で、それでもアミカを失うくらいなら負けて自分が消えてしまってもいいと諦めそうになるが、そんな清衣の元に監禁場所から自力で逃げ出すことが出来たアミカの声が響き、アミカの想いと強い友情に勇気づけられ迷いを断ち切り再び立ち上がり、反撃を開始して晶を打ち破り、リメンバへ渾身の一撃を叩きこむことで自らの過去の因縁に決着をつける。
次々とセレクターになっていくすず子やはんなとは再度協力体制を築き上げていき、カーニバルの策略で潰し合いをさせられそうになっていたるう子とすず子の激突を食い止め、遂にセレクター達の団結に成功。
るう子がレイラと交戦すると同時に姿を現した里見と対峙し、先に挑んだすず子は予想だにしなかったカーニバルのレベル5の存在によって敗北してしまうが、すず子が敗北と引き換えに探った手の内の情報を託され、カーニバルとの決戦に臨む。またしてもレベル5に進化したカーニバルから「バトルが続くのは人間の総意。闇は永遠に終わらない」と挑発されるも、人の心の闇を肯定した上で、人間は仲間や友達と共にその闇を乗り越えられることを知った清衣にそのような挑発はもはや通用せず、カーニバルを全否定し、レベルを強制的に上昇させて限界を超えた力で自滅させるという奇策で勝利を収める。
そして、これまで常にセレクターバトルを終わらせようと必死に奔走してきた行動から仲間達に代表者として推薦され、それぞれの願いと想いを託される形でセレクターバトルの最終勝者となり、崩壊した白窓の部屋へ辿り着く。そこで待ち受けていた夢限と、全ての絶望に終止符を打つべく最終決戦を繰り広げる。
小湊 るう子（こみなと るうこ）
声 - 加隈亜衣
前シリーズ『selector』の主人公。かつて繭が主催したバトルを終わらせたセレクターであり、OVAのラストでは清衣から再開されたバトルを終わらせるための協力を求められている。その回答はOVAでは描かれていないが、TVシリーズのキービジュアルでは清衣やすず子と並んで登場している。
当初は遊月、一衣の気遣いにより、セレクターバトルの再開を知らされないようにされていた。だが遊月が敗北し、ルリグとなって奪われたことで一衣に泣きつかれ、話を聞いていたタマが改めてルリグになる決意を固めたことで再び戦いの中に飛び込んでいく。
かつての実力は健在であり、コインベットやアンロックといった新ルールにもすぐに対応、レイラを一蹴して遊月を取り戻すなど活躍する。その後もカーニバルの策略ですず子と対戦させられたり、レイラとの再戦なども経験したが、最終的に清衣を代表者とすべく勝負を放棄した以外は無敗のまま物語を終えている。
タマ
声 - 久野美咲
るう子のルリグ。前シリーズではるう子の願いによって人間の姿となり、劇場版『destructed』でるう子と再会した。現在は小湊家で平和に暮らしている。しかし、るう子と再会した頃とまったく成長しておらず、今はWIXOSSよりも、オンラインゲームで遊ぶのが日課として過ごしていたが、遊月を奪われるう子を頼った一衣の話を聞き、再びルリグとなる決意を固める。
森川 千夏（もりかわ ちなつ）
声 - 井口裕香
第1期『incited』のもう1人の主人公。かつてすず子宅の近所に住んでおり親友同士だったが、中学3年生時に父親が務めていた会社の倒産で自宅を手放した後に新しい勤務先が用意した古びた社宅マンションへ引っ越し、両親と3人で暮らしている。何気なく流行のTCG『WIXOSS』の構築済みデッキを購入したところ「はじまりのルリグ」を引き当ててセレクターとなり「メル」と命名する。スタート時のコインは3枚。
右側の前髪が少し長めのアシンメトリーな髪型が特徴。中学時代はバスケットボール部に所属していた。すず子からは「ちーちゃん」と呼ばれている。
はじめに清衣とセレクターバトルを仕掛けるが敗北、清衣に「自分で自分を縛っている」といわれてしまう。家計を助けるため週末もアルバイトに精を出していたことが響いて成績が落ちてしまう。それに追い打ちをかけるように、メルに促されるまま他のセレクターとの対戦を求めて夜の街へ繰り出したところを夜遊びと誤認されて生活指導に呼び出された。バイト中にかがり・ゆきめ組にセレクターバトルを挑まれるも、清衣戦と同じくコインを使わずに敗北し、焦りを自覚し始める。街中で出くわした同級生が告げ口をしたとの思い込みにより暴力を振るったことが原因でアルバイトを解雇され、父親もようやく見つけた就職先を再び解雇されてしまう。自暴自棄に陥ったところで小柴莉緒・ママ組にそれまで自重していたコイン技を使って初勝利を挙げるが、そのことによって周囲から期待され続けていた「優等生」のイメージの原点がかつて親友だったすず子の存在にあることに気付き、自分にとってすず子との思い出が本当に必要なものなのかと言う疑念を抱き始める。セレクターとしての翔平に再会した際も、それまでの自分は違う自分と否定している。
すず子と決別し、セレクターとして独自に戦いを始めるも、そんな折家庭の環境がどんどん悪くなっていき、早急に金銭が必要な状況に陥る。やがて紅の元で目ぼしいセレクターに接近し契約させるアルバイトを始めるが、自身の行いによって多くの人間が傷つくことに心を痛めるようになる。それでもなお彼の手先として動くも、それが翔平と莉緒のどちらかの消滅を招く事態を作ってしまい、翔平の体を手に入れてしまったドーナから咎められたことで、自身の行いを省みるようになる。限界になっていた彼女を見かねたすず子とお互いの想いをぶつけ合い敗北した後は、自分のすず子への歪んだ想いを打ち明けてなお友人でいてくれるすず子と和解した。最終話ではもうバトルをすることはないと宣言し、残された一枚のコインが消えるまでのわずかな時間をすず子と共にかつてのように過ごした後、彼女との思い出やセレクターバトルの記憶が消え、日常へと戻った。後日、再会したすず子から友達になりたいと告げられ、二人で歩き出すところで物語は幕を閉じる。
『conflated』では部活動を始めており、すず子との新しい友人関係も良好で、以前のように明るい性格に戻っている。二度とセレクターと関わることがないようすず子から意図的に遠ざけられていたが、彼女との思い出を取り戻したいと考えていた矢先に偶然自分の元に現れたメルと共に、新たなセレクターバトルに巻き込まれていく。すず子と敵対することはなかったものの、ルールを全て忘れていたため危険な状況に陥るなどしたため、中盤ですず子にルリグを託し脱落することとなる。
セレクターバトルの勝敗による報酬と代償は、里見にブッキングの登録を行った際に知り、一時的に失って解放されたのと同時に枷である自分の中にあるすず子の記憶を操作する方法としてバトルの理由を見出すことになった。すず子を独占したいという幼年期からの強い想いがある。
御影 はんな（みかげ はんな）
声 - 久保ユリカ
すず子が通う高校の1年生。匿名でゲーム雑誌の編集部にライターとして出入りしている情報通。自分のレビューを見ていたすず子に対して誇らしげにするなど自信家の面がある。一方で、セレクターとしての覚悟が出来ていないすず子に「誰かのためでなく自分のために戦え」と忠告するなど厳しい一面も見せる。話の冒頭に要点となる熟語を言う口癖をもつ（例として「否定。○○ではありません」など）。黒のルリグ「ナナシ」を引き連れている。
すず子と同じ学校に通っており、セレクターとして彼女に接触して以降、何度か顔を合わせており、セレクターバトルの謎を追う間柄になる。妹思いでノリの軽い姉がいる。
セレクターとしてはライターとしての興味と、操作してほしい記憶「望んでいたパズルのピース」を手に入れるために挑んでいる。
7年前に弟の悠人が存在していたが工事現場での不慮の事故で他界している。当時、幼かった自分と遊んでいたところまでは覚えているものの、そこから記憶の欠落が起こっており、バトルの報酬としてその記憶を取り戻すことを望んでいた。だが真実は、弟が自分の監督不行届によって死亡したという事実であり、思い出した当初は外にも出られなくなるほど塞ぎ込んでしまった。何度も自分のもとを訪れるすず子の励ましと、姉から「あれは事故だった」と改めて念押しされたことで吹っ切り、以降はすず子のブレーンとして協力する。
『conflated』でも登場。すず子とは友人関係となっており、再び出会った清衣ともやがては友人となる。独自に動いて今回の事態について調査する中でカーニバルに敗北しナナシを奪われるが、コイン切れで脱落するギリギリの時間まですず子たちに協力することを誓う。
紅林 遊月（くればやし ゆづき）
声 - 佐倉綾音
『conflated』から登場。るう子のクラスメイトで、かつて「夢限少女」になった後、ルリグとして一衣のパートナーとなったことがある少女。
姉御肌な面は相変わらずで、新しく始まったセレクターバトルについてもいち早く情報を掴んでいたが、るう子を巻き込むまいとしてごまかしていた。だが、ルリグを奪われた一衣のためにレイラに挑んだ際、自身もルリグ化して戦い敗北したことでレイラに奪われてしまう。その後はるう子によって取り返されるが、全てのバトルが終了するまでルリグとなったままであった。
植村 一衣（うえむら ひとえ）
声 - 茅野愛衣
『conflated』から登場。中学時代はるう子と遊月とは別の学校に通っていたが、今ではクラスメイトである。気弱な面もあるが、レイラのような粗暴な人間にも面と向かって意見を伝えられるほど芯が強くなっている。
再びセレクターとして選ばれるもバトルはしないでおこうと考えていたが、レイラの強襲により敗北し緑子を奪われてしまう。その後遊月を頼るも彼女も敗北したため、結局はるう子を巻き込むこととなってしまった。
蒼井 晶（あおい あきら）
声 - 赤﨑千夏
『conflated』から登場。かつてセレクターとしてるう子たちとも戦った読者モデルの少女。以前のバトルの敗北による願いの逆流で、右頬に大きな傷が付いているのを高級化粧品で隠している。
人気が陰りを見せており、メインを引き立たせるためのイロモノ枠として扱われる現状に絶望していた。そんな折セレクターとして選ばれ、再びルリグとして再会したミルルンと共に自分の凋落の原因であるピルルク＝清衣に勝負を挑む。しかし敗北してルリグを奪われてしまい、バトルができない状況に陥り焦るが、同じく清衣に執着を見せるリメンバがルリグとして現れたことでバトルに復帰する。アミカを拉致し清衣に「自分もルリグ化して戦い、一切何もせずに攻撃を受け続けること」という条件でバトルを受けさせ徹底的に嬲るが、アミカが逃げ出したことで形勢逆転。起死回生のコイン技も通じず、敗北の代償である消滅が確実となった際は錯乱し「消えたくない」と涙を流した。最後はルリグ化した清衣の一撃を受け、コインを全て失って消滅する。
その後、最終話でバトルの代償が全て返還された際に現実に復活し、頬の傷も消えたことが示唆されている。

### その他の女性セレクター
雪野 かがり（ゆきの かがり）
声 - 西明日香
白のルリグ「ゆきめ」を引き連れているセレクター。開始時のコインは3枚で、1勝1敗の3戦目として夜の街で千夏を呼び止めて対戦し、コイン技の使用を自重していた千夏に勝利した。その後、コインが1枚になった焦りの中でバトルを持ちかけた相手がはんなとなり、敗戦濃厚になると彼女に示談を懇願するも聞き入れられず、セレクターバトル敗退のペナルティを受けてしまう。その中で、ブックメーカーに試合の段取りを持ちかけておくべきだったと後悔している。
小柴 莉緒（こしば りお）
声 - 日岡なつみ
緑のルリグ「ママ」を引き連れている女子小学生のセレクター。母親は小学3年生時に他界しており、その記憶を消すためセレクターバトルに挑む。2敗して後が無くなった千夏を公園で呼び止めて緑同士で対戦したが、メルのコイン技「ベルセルク」によって逆転負けを喫してしまう。スタート時のコインは4枚だったが、千夏・メル戦はコイン技を使用しての敗北だったためマイナス2枚となった。
バトルに勝てず消滅まで残りわずかとなってしまい途方に暮れていたところで、紅の手先となった千夏に言葉巧みにブックメーカーと契約させられてしまう。それでも敗北を重ねてコインが1枚となってしまい、紅を頼ってしまったことで翔平とのバトルをブッキングされる。彼の良心を利用した紅の作戦によって見事勝利を収めて去っていった。
その後は物語には関わらないが、『conflated』最終話ではママと思われる女性と手を繋いで幸せそうに歩いていた。
かえで
声 - 近藤玲奈
OVAに登場。以前に清衣が対戦したセレクターの1人で、ルリグのレイラに煽られるがまま最後のコインをベットして自滅してしまう。詳細は不明だがレイラ曰く心の中に闇を抱えており、世の中を憎んでいるような描写がある。

### 男性セレクター
白井 翔平（しらい しょうへい）
声 - 菅原慎介
白のルリグ「ドーナ」を引き連れている男性セレクター。千夏とは中学時代からの仲で同級生。中学時代、サッカーの過度な練習により足を怪我し大会に出られなくなってしまい、千夏にサッカーを通じて得られた記憶まで忘れることはないと励まされたことにより千夏に好意を抱く。尚、一度千夏に告白しているが振られている。
セレクターとなって最初のバトルで勝利した相手が異常なまでの絶望を見せていたことから、このゲームの異様さに気づき恐怖を覚える。以降は極力バトルをせず、記憶だけでゲームを降りられるのならばと自身の運命を受け入れていたが、やがてその選択の恐ろしさを実感し始め、さらに千夏の置かれた状況を知ってゲームに関わらざるを得なくなる。
コインが最後の1枚になった際、ブックメーカーの指示で莉緒と戦わされる。バトル直前、千夏に掛けた電話が彼女の心を変えてバトルを中止させるべく走らせるも、時既に遅く、莉緒を倒せない良心を利用されて人格は消滅してしまった。
『conflated』でも登場。人格はルリグであるドーナのものになっているが、彼女が翔平として暮らしているため生活に変わりはない。サッカーを再開しており、人格が戻った最終話では大会メンバーとして出場している描写がある。
鳴海 勝（なるみ しょう）
声 - 興津和幸
青のルリグ「あーや」を引き連れている大学生の男性セレクター。今回のセレクターバトルの前にセレクターに選ばれた妹の悩みを、学業にかまけて事情を聞けず、行方知れずになった妹のことを想い続けている。カードショップですず子からバトルを挑まれた後、妹の面影を重ねて狼狽した後に敗北、すず子に妹の敗北後に起きたことや貨幣さえも動く策謀渦巻くセレクターバトルに心を削られていることを吐露する。
セレクターバトルとしては妹を取り戻したい想いで参加したが、上記の状況で自分も消えたいほどに弱っている。若干シスコンの気があり、あーやからも「キモい」と蔑まれているほどだが、彼女の能力を使った戦法で冷静にバトルを進行する。しかし対戦相手が妹と同年代の少女であったり、「お兄ちゃん」と呼ばれることで取り乱す悪癖があり、そうなると脆い部分を突かれてピンチになることが多い。
紅の憂さ晴らしの相手として選ばれ、彼が妹を消滅させた張本人であることを知って激高。ルールも忘れるほど取り乱した末に心折れ、完全に敗北してしまう。
墨田 壮（すみだ そう）
声 - 間島淳司
黒のルリグ「グズ子」を引き連れている男性セレクター。弱い相手を狙い、相手を罵倒などで威圧するスタイルで性格も悪め。バトルをためらっていたすず子に目を付けて初心者狩りを仕掛けるが、リルのオーネストで返り討ちに遭ってしまう。スタート時のコインは4枚。
その後、ブックメーカーが取り合わせたバトルに負け、敗者の瀬戸際に追い込まれたところで再度ブックメーカーに依頼し千夏とバトルを行うが、逆にカウンターをもらう形で敗北しセレクターバトル敗者となる。
里見 紅（さとみ こう）
声 - 中村悠一
セレクター同士のバトルをブッキングする「ブックメーカー」と呼ばれる長身の男。タワーマンションの上階に住むなど優雅な暮らしを送る。
参加者を登録させ、ブッキングを申し込んだセレクターの要望に合うセレクターを呼び出す仕組みをとっている。相手を巧みに動かす話術の持ち主で、ブッキングによって変化し戸惑う相手の感情・行動に心躍らせることを趣味としている。
彼の持つブッキングのためのネットワークは広く、バトルのための出会いすら不確実な状況にあるセレクターに対する戦いを拒否しろと命じることができるため、彼の組んだブッキングは断ることができない。
すず子とはんなが対面した際にナナシは「セレクターではない」と判断したが、それは紅が普段からルリグカードを持ち歩いていないことが原因とみられ、気が向いた時だけルリグのカーニバルを連れてコインが残り1枚になった契約者を相手に自らバトルへ繰り出している。勝との対戦で、自身の人格がかつてルリグであったことを告白した。
千夏には目をかけており、いずれ自分が潰すために理想の手駒に仕立て上げようとしていたが、彼女がすず子との和解を選んだために頓挫する。怒りのまますず子と最後のバトルを繰り広げ追い詰めるも、千夏が外部から投げ込んだコインにより発動した「レクイエム」で形勢逆転されて敗北。「闇は終わらない」と意味深な言葉を残して消滅した。

### 元セレクター
橋本 アミカ（はしもと アミカ）
声 - 大和田仁美
外伝『peeping analyze』に登場したピルルク（初代）の最後のセレクター。清衣の亡き親友であった坂口歩美（声 - 大和田仁美）とうり二つの顔をしている。夢限少女にはなれずセレクターの資格を失ったが、後にルリグから人間に戻った水嶋清衣と再会しており『conflated』の時点でも交友関係が続いている。

### ルリグ
本作のルリグは前シリーズのような「夢限少女となったセレクターが他のルリグと入れ替わった存在」ではなく、全て同じ姿をした「はじまりのルリグ」（声 - 日野まり）を引き当てたセレクターの記憶に応じた個々の姿に変化し、その記憶の中でも心に何らかの引っかかりがある人間の印象をベースに人格が形成される。また、ルリグの形成元となる記憶自体も覚えており、失われた記憶についても所持している。セレクターバトルのルールについて知っているが、セレクターから質問されないと答えないことが多い。
『conflated』では前作のルリグも登場する。こちらはかつてルリグとなった経験のある少女が、白窓の部屋に願いを伝えることでルリグ化し縁のあるセレクターの元に送られるか、アンロックによって自身をルリグとした際、敗北して奪われることでルリグカードとして残ってしまうことで発生する。能力に違いはないが、中にはルリグカードを持たないながら自分をルリグとして召喚することで戦うセレクターも存在する。
『conflated』最終話では元から人間だった者だけでなく、リルやメルたち記憶から生まれたルリグも人間としての姿を得てそれぞれの暮らしを送る描写がある（ただしレイラとカーニバルを除く）。
リル
声 - 伊藤静
すず子が引き当てた赤のルリグ。8年前にすず子が転校する際、千夏から友情の証としてプレゼントされた人形の名前を与えられた。常に沈着冷静で、自らの境遇に困惑するすず子を、時にアドバイスしたり、チャンスの時に発言したりと勇気づける。
コイン技の「オーネスト」は相手の手札を強制的に開示させる効果があり、セレクターが相手の場合は本音を口走らずにいられなくなってしまう効果が追加されている。ただし、質問の仕方が曖昧であるほど優位な答えが得られないこともある。
メル
声 - 金元寿子
千夏が引き当てた緑のルリグ。すず子にプレゼントした人形と対で千夏の手許に残ったもう1つの人形の名前を与えられた。すず子と同じように千夏を「ちーちゃん」と呼んでおり、千夏はそのことを快く思っていない。明るい性格で、千夏のことを過去のすず子が思っていたなんでもできる子として見ている。
コイン技は「ベルセルク」。相手を攻撃しか考えない思考にし、猛攻撃を誘発する（強力な手札などがある場合はそれらも即使用する）。第4話ではコンボになるアーツを併用し、ライフ逆転かつ墨田を無防備に陥れた。
ナナシ
声 - 井澤詩織
はんなが引き当てた黒のルリグ。物事に対して詩的な面がある。はんなのお仕置きに甘美するマゾ的な面を持つ。はんなには従順な態度を見せていたが、実は彼女が記憶を取り戻して真実を知った際に絶望する様を見てみたいという歪んだ欲望も持っている。コイン技の「ブラインド」は周囲に煙幕を張り視覚を妨害する。
ドーナ
声 - 洲崎綾
翔平が引き当てた白のルリグ。首にマフラーをしている。翔平を「翔ちゃん」と呼び、彼の消滅後も千夏を気にかけ続けるなどセレクターとの関係は良好。『Conflated』最終話では大会に出場した翔平の応援に駆けつけている。コイン技の「エスケープ」はマフラーを巨大化させて敵の攻撃を防ぐ。
あーや
声 - 山岡ゆり
勝が引き当てた青のルリグ。勝の妹の名前を与えられた。キャピキャピしているが、本性は口が悪めの武闘派。度々落ち込んでうずくまる勝に檄を飛ばすが、彼のシスコンな面は軽蔑している。
勝の敗北と共に紅の配下になり、パシリのグズ子（墨田）と共に小間使いをしている。『conflated』でもカーニバル陣営として参加しており彼女のルリグとなっていたが、最終話でバトルに勝利すれば勝が戻る可能性を知り、カーニバルを裏切って背後から撃った。
コイン技の「ホログラフ」は敵を欺く自身の分身。
グズ子（グズこ）
声 - 後藤沙緒里
壮が引き当てた黒のルリグ。セレクターの壮から常に恫喝されており、オドオドしている。
壮の敗北後は彼の体に入り、使えないパシリとして日々紅から虐められている。『conflated』ではルリグとして参戦。あーやとのコンボ技で敵を追い詰める戦法が得意。壮のことは許していたのか、バトルの勝利で彼を取り戻す可能性を知った際はあーやと共にカーニバルを裏切っている。
コイン技の「ダイレクト」は、ルリグに受けたダメージをセレクターにも痛みとして与える。
ゆきめ
声 - 生天目仁美
かがりが引き当てた白のルリグ。和装をしている。かがりの敗北後、彼女の体に入ってかがりとして人間の生活を送るも、ルリグの本能である戦いが起こらない退屈な日常に絶望。千夏にそれを告げた後、目の前で歩道橋から飛び降りて自殺した。
コイン技の「プレディクト」はドローしたカードの開示能力。
ママ
声 - 渡部紗弓
莉緒が引き当てた緑のルリグ。莉緒がいい子であるように嗜めたり褒めたりする。コイン技の「カンニング」はシグニゾーンに爆弾を仕掛ける効果がある。
ピルルク
声 - 篠田みなみ
水嶋清衣が引き当てた青のルリグ。かつて清衣がルリグだった頃の名前を受け継いでいる「2代目」。顔はアミカに瓜二つ。
コイン技の「ピーピング」も指定したレベルの手札を全てトラッシュへ送り、対戦相手の願いを暴露すると言う初代ピルルク限定のアーツ「ピーピング・アナライズ」と全く同じ効果がある。
カーニバル
声 - 阿澄佳奈
里見紅（に使われていた元ルリグ）が引き当てた赤のルリグ。常に仮面を付けているが、本気を出す際は外す。紅との関係は良好で彼からも「俺の理想の女」と称される存在だが、紅の敗北で体を乗っ取った際はブックメーカーを廃業するなど、彼とは違うやり方でバトルを混乱させようとする。
『conflated』ではバトルの真の勝者があらゆる理を作り出せるため、永遠に終わらないバトルの連鎖を築こうとしていたが、清衣たちの奮戦によって敗北。怨嗟を叫びながら消滅し、後に「はじまりのルリグ」の配下として登場する。
コイン技の「ジョーカー」は場に出したシグニを別のシグニに変換する効果がある。
レイラ
声 - 鬼頭明里
かえでが使用していた赤のルリグ。コイン技の「ドーピング」はルリグアタック（ルリグへの直接攻撃）の威力を強化する反面、自分にもダメージが跳ね返る副作用がある。清衣との対戦でかえでに最後のコインをベットさせて自滅したが、かえでの体を乗っ取った後は最初からそれが目的だったかのような素振りを見せ、清衣に「はじまりのルリグ」の存在を危険視させる契機となった。
かえでの体を乗っ取ってからは『conflated』でセレクターとして参戦。ルリグを持たず、また持っていても使わずに自分をコインベットで召喚して戦う戦法を好む。逆に、自分が直接戦えないバトルに興味はなく、るう子から緑子と花代を賭けたバトルを要求されても断った。自分をいいように利用するカーニバルはいつか叩きのめしたいと思っており、最後のバトルでは消滅間際にカーニバルに一撃を入れ、満足そうに消えていった。
リメンバ
声 - 葵井歌菜
清衣が初めて引き当てた白ルリグで、外伝『peeping analyze』が初出。1期『incited』では第8話に清衣の回想で登場した。
『conflated』にて本格的に登場。小学生時代に清衣をいじめることを何よりの楽しみとしており、それを日記に綴るなど異常な嗜虐性を持っている。リメンバとして清衣に再会し彼女の大切な友人を殺害した時も満たされていたが、再びルリグとなり、自分の元の体がセレクターとなった際に、「この体を気に入っている」という理由で入れ替わりを拒まれ日記帳の中に閉じ込められてしまう。その後『selector』シリーズのバトルが終わるまでずっと閉じ込められており、ようやく解放されて以降は以前の調子が出ない鬱屈した日々を送っていた。だが、新たなセレクターバトルが始まったことで白窓の部屋に呼ばれ、ルリグとなることを渇望。奇しくも清衣を求める晶の元に現れ、彼女のルリグとなった。
夢限（むげん）
声 - 坂本真綾
「はじまりのルリグ」を生み出した全ての元凶にして、偽りのセレクターバトルのゲームマスター。その正体は、人間の無意識下の悲しみと憎しみの記憶が集合し生まれた存在。最後のバトルで水嶋清衣に牙をむくも、最後に浄化され消滅する。
以下はアニメ第1シリーズ『selector』からの登場。
ピルルク（初代）
タマ
ユヅキ
花代
声 - 川澄綾子
経緯は不明だが今回も遊月のルリグとして登場する。
緑子
声 - 高橋未奈美
一衣が初めて引き当てた緑のルリグ。花代とは友人同士。
経緯は不明だが今回も遊月のルリグとして登場する。
ミルルン
声 - 日高里菜
『selector』での晶の2番目のルリグ。今回はセレクターとなった晶のルリグとして登場。ノリも相変わらずで晶を苛立たせるが、コイン技を使っても清衣には及ばなかったため敗北し、以降は清衣のルリグとなる。
ユキ
声 - 瀬戸麻沙美
『selector』にて一時期るう子のパートナーとなっていた黒のルリグ。前作の戦いの後にタマと統合していたが、カーニバルによって白窓の部屋に囚われた際にタマを脱出させるために分離して身代りを引き受けた。救出に戻ってきたタマに白窓の部屋にまつわる一連の真相を語り、戦いの後は再びタマと統合している。またタマによればユキ本人も、タマと同じくテレビゲームに興味があり、いつかるう子と一緒にWIXOSSで遊びたいとのこと。

### その他の人物
小湊 ハツ（こみなと ハツ）
声 - 久保田民絵
るう子の祖母。
小湊 歩（こみなと あゆむ）
声 - 石谷春貴
るう子の兄。
紅林 香月（くればやし かづき）
声 - 小林裕介
遊月の弟。エピローグでは海外留学の帰りに遊月達と再会する。

## 用語
セレクター
TCG『WIXOSS』の構築済みデッキやブースターパックから意志を持ったルリグを引き当てたプレイヤーのこと。本作では『selector』と異なり、対象となる年齢が広く男性でもルリグを引き当ててセレクターとなる可能性がある。また、前シリーズの「夢限少女」にまつわる都市伝説は既に終息しているが、かつて『selector』でゲームマスターの繭が支配していた「白窓の部屋」は廃墟の状態で存在している。
本作では『selector』と異なり、ルリグを引き当てた者は強制的にセレクターとして戦わなければならないが、ルリグとの契約には「90日間」と言うタイムリミットが設定されており、その間にコインを5枚全て金貨に替えることが出来れば勝者となる。
セレクターバトル
通常のゲームとは違い、セレクターたちが行う記憶を賭けたバトルのこと。バトルが始まると対戦者はそれぞれ専用のフィールドに移動し、実体化したルリグを使って戦う。
基本は通常のTCGのルールに沿ってバトルが進行するが、地形を変動させたり攻撃をあえて逸らすことで展開を有利にするなど、実体化しているがゆえの特殊な戦法も存在する。
本作から登場したルリグはコインをベットすることでカード盤面およびバトル中の空間などで効果を発動する特殊な「コイン技」を有している。コイン技を使用した状態で敗北すると、2枚失うことになる。なお、勝利した場合は支払い自体がない扱いとなる。コイン技はTCGで言うところの「手札開示」や「行動阻害」など分かりやすい効果に加え、「セレクターに痛みを与える」など精神的な苦痛を与える副次効果も存在する。各ルリグごとにコイン技は決められているが、イレギュラーな要素として他者のコインを譲り受ければコイン技が融合し新たな能力を発揮することもある。
『conflated』では新たなルールとして「キーカード」が追加された。これは2枚以上のルリグを扱うことができる能力で、コインをベットしてアンロックすればその時所持するルリグを場に召喚することができる。かつてのセレクターバトルでルリグとなった経験があるセレクターは、自分をルリグとして召喚することもある。その際本体は意識を失い、その状態で敗北すれば体ごと現実からなくなりキーカードに閉じ込められてしまう。元からいたルリグも含めて場に2体以上召喚することはできず、3体目の召喚と共に先にアンロックしていた方は戻されてしまう。
『incited』では以下に記すように、記憶を賭けたバトルとなっており、敗者は人格をルリグによって乗っ取られてしまう。勝者は自身の記憶を操作できる権利を得られるが、必ずしもそれが幸せな選択でないことが示唆されている。
『conflated』では他者の記憶も操作できることが判明し、すず子の戦う動機となった。敗北のペナルティはより大きくなっており、一度の敗北では場に出していたルリグを奪われ、コインを全て失えば存在そのものが完全に消滅してしまう。また、コインを全て集め、「鍵穴」と呼ばれる存在と共に扉を開くことで白窓の部屋に行き、そこで「はじまりのルリグ」を倒せばありとあらゆる願いを叶えられる。
その正体は、白窓の部屋に人間の無意識下の悲しみや憎しみの記憶が集合し生まれた「はじまりのルリグ」"夢限"により引き起こした偽りのセレクターバトルであり、真の目的は、セレクターの一人が白窓の部屋に行き、そこの主にすることで真のセレクターバトルを始めることである。
コイン
セレクターの記憶を換金したバトル参加の元本。ルリグを引き当てた際、セレクターが伏せられたカードを1枚選んだ結果によって最初の持ち分が1〜4枚から決められるが、この際の枚数によって勝ち抜けへの難易度が大きく変化する。持ち分以外のコインは黒く錆び付いており、5枚全てが錆び付いた状態になると敗者として全ての記憶を失ってしまうという。これは単なる記憶喪失で済まず、記憶で構成された人格、すなわち自我におよぶものであり、代わりにルリグの人格になってしまう。持ち分の金貨も時間の経過と共に錆び付いて行くため、他のセレクターを探してバトルに勝ち続けなければならない。逆に5枚まで集めると、セレクターバトルから抜け出せると同時に記憶干渉・改ざんを行う権利を得られる。なお、勝敗に関わらずコインは記憶に直結したものであり、1枚が黒ずんだ状態になるとコインが元に戻るまで何らかの記憶を失ってしまう。

## スタッフ
- 原作 - LRIG（ワーナー ブラザース ジャパン、タカラトミー、J.C.STAFF）
- 監督 - 桜美かつし（第1期）、吉田りさこ（OVA・第2期）[10]
- シリーズ構成 - 土屋理敬[10]
- キャラクター原案 - さらちよみ、Hitoto*（第1期はルリグキャラクター原案）、坂井久太（第2期）、鈴木マナツ（第2期）[10]
- キャラクターデザイン - 佐藤嵩光[10]
- ルリグデザイン - 萩原弘光、鈴木彩乃（第2期）
- プロップデザイン - 山口杏奈
- 美術監督 - 柳原拓巳[10]
- 色彩設計 - 日野亜朱佳[10]
- 撮影監督 - 福世晋吾[10]
- 編集 - 後藤正浩（第1期）、須藤瞳（第2期）[10]
- 音響監督 - 岩浪美和[10]
- 音楽 - 井内舞子[10]
- 音楽プロデューサー - 土肥範子
- プロデュース - 川瀬浩平、佐戸憲一、松倉友二
- プロデューサー - 山口朋、志治雄一郎、福田順（第1期）、宮城惣次（第2期）
- アニメーション制作プロデューサー - 鈴木薫（第1期）、岡田耕二（第2期）
- アニメーション制作 - J.C.STAFF[10]
- 製作 - Project Lostorage

## 主題歌
第1期 / OVA
オープニングテーマ「Lostorage」（第1話 - 第12話、OVA）
作詞 - KOTOKO / 作曲・編曲 - 井内舞子 / 歌 - 井口裕香
第1話では本編後にオープニングが挿入された。
エンディングテーマ「undeletable」（第2話 - 第12話、OVA）
作詞 - 矢吹香那 / 作曲・編曲 - 前口渉 / 歌 - Cyua
第2期
オープニングテーマ「UNLOCK」（第1話 - 第12話）
作詞 - 分島花音 / 作曲・編曲 - 中沢伴行 / 歌 - 井口裕香
第1話では本編後にオープニングが挿入された。
エンディングテーマ「"I"」（第2話 - 第12話）
作詞 - 矢吹香那 / 作曲・編曲 - 前口渉 / 歌 - Cyua

## 各話リスト
| 話数   | サブタイトル         | 脚本     | 絵コンテ            | 演出           | 作画監督                                                                                          | 総作画監督                 |
| ------ | -------------------- | -------- | ------------------- | -------------- | ------------------------------------------------------------------------------------------------- | -------------------------- |
| 第1話  | 記憶／裏と表         | 土屋理敬 | 桜美かつし          | 桜美かつし     | 佐藤嵩光、安野将人 中西愛、山口杏奈                                                               | 佐藤嵩光 安野将人          |
| 第2話  | 少女／理想と現実     | 土屋理敬 | 二瓶勇一            | 小野田雄亮     | 森七奈、山口杏奈、坂本哲也 上田みねこ、前田ゆり子、芝田千紗                                       | 藤井昌宏 安野将人          |
| 第3話  | セレクター／蜜と毒   | 待田堂子 | 倉川英揚            | 森義博         | 山内則康、鎌田均、BSP Hwang In Cheol、金正男 吉岡幸恵、斎藤美香、芝田千紗                         | 佐藤嵩光 藤井昌宏          |
| 第4話  | 再会／光明と混沌     | 和場明子 | 佐山聖子            | 佐山聖子       | 森七奈、坂本哲也、山口杏奈 上田みねこ、奥田哲平、藤部生馬                                         | 安野将人                   |
| 第5話  | 友達／絆と鎖         | 和場明子 | 篠原正寛            | 篠原正寛       | 前田ゆり子、芝田千紗、小渕陽介 前田義宏、山本雅章 清水博幸、吉岡幸恵                              | 佐藤嵩光 藤井昌宏          |
| 第6話  | バトル／過去と現在   | 土屋理敬 | 橋本敏一            | 橋本敏一       | 上田みねこ、斎藤美香、浅川翔 金澤龍、佐野はるか                                                   | 藤井昌宏                   |
| 第7話  | 進化／純白と漆黒     | 待田堂子 | 倉川英揚            | 桜美かつし     | 坂本哲也、藤部生馬 山口杏奈、李少雷 酒井智志(エフェクト)                                          | 安野将人                   |
| 第8話  | 闇／渇望と喪失       | 和場明子 | 佐山聖子            | カサヰケンイチ | 芝田千紗、坂本哲也、金澤龍 小渕陽介、前田義宏、上田みねこ 佐藤嵩光、藤部生馬 滝川和男(エフェクト) | 佐藤嵩光 藤井昌宏 安野将人 |
| 第9話  | 真実／終わりと始まり | 土屋理敬 | 二瓶勇一            | 森義博         | 山内則康、梶浦紳一郎 糸島雅彦、佐野はるか                                                         | 藤井昌宏                   |
| 第10話 | 捕食／悲劇と喜劇     | 和場明子 | 篠原正寛            | 篠原正寛       | 前田ゆり子、山口杏奈、山本雅章 藤部生馬、李少雷                                                   | 安野将人                   |
| 第11話 | 二人／すず子と千夏   | 待田堂子 | 佐山聖子            | 佐山聖子       | 上田みねこ、前田義宏 芝田千紗、佐野はるか                                                         | 藤井昌宏                   |
| 第12話 | 夜明け               | 土屋理敬 | あきとし 桜美かつし | 桜美かつし     | 坂本哲也、前田ゆり子、佐野はるか 山口杏奈、藤部生馬 斎藤美香、李少雷                              | 佐藤嵩光 安野将人 藤井昌宏 |

| 話数      | サブタイトル         | 脚本     | 絵コンテ          | 演出              | 作画監督 | 総作画監督                 |
| --------- | -------------------- | -------- | ----------------- | ----------------- | --- | -------------------------- |
| OVA 第1話 | 予兆／夜明けと未明   | 土屋理敬 | 吉田りさこ        | 吉田りさこ        | 佐藤嵩光、大木良一、村上雄 佐野はるか、加藤愛、手島勇人 桜井司、岩崎亮                                                         | 佐藤嵩光 谷口元浩          |
| 第2話     | 理由／迷いと覚悟     | 土屋理敬 | 吉田りさこ        | 森田静二          | 佐藤嵩光、青木健一郎、八重樫洋平 鈴木彩乃、岩崎亮、薮田裕希 鶴元慎子                                                           | 佐藤嵩光                   |
| 第3話     | 始動／日常と非日常   | 杉原研二 | 宮浦栗生          | 久保山英一        | 藤井昌宏、青木健一郎、八重樫洋平 三橋桜子、永井里奈、アラタハヤト                                                              | 藤井昌宏                   |
| 第4話     | 乱立／敗者と勝者     | 玉井☆豪  | 中原れい          | 津田義三          | 大森理恵、北島勇樹、寿夢龍 浦島美紀、古徳真美                                                                                  | 佐藤嵩光                   |
| 第5話     | 集結／渦と濁流       | 土屋理敬 | 吉田りさこ        | 森田静二          | 三橋桜子、鶴元慎子、趙暁昕 青木健一郎、藤井昌宏                                                                                | 藤井昌宏                   |
| 第6話     | 決意／温もりと痛み   | 玉井☆豪  | 宮浦栗生          | 駒屋健一郎        | 佐藤嵩光、藤井昌宏、谷口元浩 村上雄、青木健一郎、迫由里香 鈴木彩乃、薮田裕希、中熊太一 河西睦月                                | 佐藤嵩光 藤井昌宏 谷口元浩 |
| 第7話     | 執着／駆け引きと罠   | 杉原研二 | 川島宏            | 清水一伸          | 藤井昌宏、佐藤嵩光、芝田千紗 青木健一郎、迫由里香、鶴元慎子 小川浩司、舘崎大、畠山佳苗 鈴木彩乃、植竹康彦、林信秀              | 佐藤嵩光 藤井昌宏          |
| 第8話     | 絆／罪と罰           | 玉井☆豪  | 中原れい          | 清水一伸          | 鈴木彩乃、金正男、船越麻友美 永井里奈、雨宮英雄、鶴本慎子 藤井昌宏、佐藤嵩光、青木健一郎 芝田千紗                              | 佐藤嵩光 藤井昌宏          |
| 第9話     | 接触／鍵と鍵穴       | 杉原研二 | 頂真司            | 森田侑希          | 佐藤嵩光、青木健一郎、迫由里香 芝田千紗、三橋桜子、櫻井司 鈴木彩乃、兒玉ひかる、河野直人 中熊太一、河原久美子、三鷹一駅        | 佐藤嵩光 藤井昌宏          |
| 第10話    | 前夜／信頼と裏切り   | 土屋理敬 | 広尾進            | 清水アキラ        | 山本径子、邱明哲、桝井一平 那須野文、安斎佳恵、徳川恵梨 アラタハヤト、森悦史、清水博幸 奥野浩行、鈴木彩乃、芝田千紗 青木健一郎 | 佐藤嵩光 藤井昌宏          |
| 第11話    | 選択／バトルとバトル | 玉井☆豪  | 川島宏            | 川島宏 小野田雄亮 | 永井里奈、三橋桜子、鈴木彩乃 迫由里香、芝田千紗、鶴本慎子 藤井昌宏                                                             | 藤井昌宏                   |
| 第12話    | 光                   | 土屋理敬 | 吉田りさこ 吉田徹 | 吉田りさこ        | 鈴木彩乃、鶴元慎子、金正男 船越麻友美、植竹康彦、森悦史 栗原芙姫、中熊太一、三橋桜子 河原久美子、藤井昌宏、青木健一郎 芝田千紗 | 佐藤嵩光 藤井昌宏          |

## 放送局
| 放送期間                       | 放送時間                     | 放送局            | 対象地域 | 備考                      |
| ------------------------------ | ---------------------------- | ----------------- | -------- | ------------------------- |
| 2016年10月8日 - 12月24日       | 土曜 0:30 - 1:00（金曜深夜） | BS11              | 日本全域 | BS放送 / 『ANIME+』枠     |
|                                | 土曜 1:05 - 1:35（金曜深夜） | TOKYO MX          | 東京都   |                           |
| 2016年10月9日 - 12月25日       | 日曜 23:00 - 23:30           | KBS京都           | 京都府   |                           |
| 2016年10月10日 - 12月26日      | 月曜 0:30 - 1:00（日曜深夜） | サンテレビ        | 兵庫県   |                           |
| 2016年10月20日 - 2017年1月12日 | 木曜 0:30 - 1:00（水曜深夜） | テレ朝チャンネル1 | 日本全域 | CS放送 / リピート放送あり |

| 配信期間                 | 配信時間                     | 配信サイト |
| ------------------------ | ---------------------------- | --- |
| 2016年10月8日 - 12月24日 | 土曜 1:05 - 1:35（金曜深夜） | AbemaTV |
|                          | 土曜 12:00 更新              | dアニメストア Amazonビデオ Google Play J:COMオンデマンド TSUTAYA TV ニコニコチャンネル バンダイチャンネル ひかりTV ビデオパス ビデオマーケット PlayStation Video U-NEXT 楽天ショウタイム |

| 放送期間               | 放送時間                     | 放送局            | 対象地域 | 備考                      |
| ---------------------- | ---------------------------- | ----------------- | -------- | ------------------------- |
| 2018年4月7日 - 6月23日 | 土曜 0:30 - 1:00（金曜深夜） | BS11              | 日本全域 | BS放送 / 『ANIME+』枠     |
|                        |                              | TOKYO MX          | 東京都   |                           |
| 2018年4月16日 - 7月2日 | 月曜 23:30 - 火曜0:00        | テレ朝チャンネル1 | 日本全域 | CS放送 / リピート放送あり |

| 配信期間               | 配信時間                   | 配信サイト            |
| ---------------------- | -------------------------- | --------------------- |
| 2018年4月7日 - 6月23日 | 土曜 1:00（金曜深夜） 更新 | YouTube               |
| 不明                   | 不明                       | ANIMAX on PlayStation |

日本国外ではCrunchyrollが公式配信を実施している。

## BD / DVD
『selector』のBOX仕様（1巻4話収録）から1巻2話収録へ販売形態が変更されている。1・2巻は構築済みデッキ、3巻以降はドラマCD「感染。ドクターはんなの毒キュンラジオ」および新規の限定プロモカード2枚が初回盤特典として付属する。Lostorageのディスコグラフィ#BD/DVD特典ドラマCDも参照。
| 巻 | 発売日         | 収録話          | 規格品番   | 規格品番   |
| 巻 | 発売日         | 収録話          | BD初回版   | DVD初回版  |
| -- | -------------- | --------------- | ---------- | ---------- |
| 1  | 2016年12月21日 | 第1話 - 第2話   | 1000634524 | 1000634468 |
| 2  | 2017年1月25日  | 第3話 - 第4話   | 1000634525 | 1000634458 |
| 3  | 2017年2月22日  | 第5話 - 第6話   | 1000634526 | 1000634459 |
| 4  | 2017年3月29日  | 第7話 - 第8話   | 1000634527 | 1000634460 |
| 5  | 2017年4月26日  | 第9話 - 第10話  | 1000634528 | 1000634461 |
| 6  | 2017年5月24日  | 第11話 - 第12話 | 1000634529 | 1000634462 |

| 巻  | 発売日         | 収録話         | 規格品番   | 規格品番   |
| 巻  | 発売日         | 収録話         | BD初回版   | DVD初回版  |
| --- | -------------- | -------------- | ---------- | ---------- |
| 1   | 2018年8月30日  | 第1話 - 第4話  | 1000725559 | 1000725562 |
| 2   | 2018年10月25日 | 第5話 - 第8話  | 1000725560 | 1000725563 |
| 3   | 2018年12月20日 | 第9話 - 第12話 | 1000725561 | 1000725564 |
| BOX | 2018年12月20日 | 第1話 - 第12話 | 1000725565 |            |

### OVA
- Lostorage conflated WIXOSS -missing link-（規格品番：1000702960-SD）

DVD、収録時間25分。カードセット「SELECTOR SELECTION」に同梱。

## 関連作品
アニメ以外に以下の関連作品がある。

### 必殺♡オーネスト
『Lostorage incited WIXOSS 〜必殺♡オーネスト〜』（ロストレージ インサイテッド ウィクロス ひっさつオーネスト）は原作・LRIG、作画・niniによる漫画作品。集英社『ウルトラジャンプ』2016年11月号（10月19日発売）から2017年1月号（2016年12月19日発売）まで短期集中連載された。全3話。
『ウルトラジャンプ』2016年9月号まで同作者により連載されていた『selector infected WIXOSS 〜まゆのおへや〜』に続く「ゆるゆる日常系スピンオフ」作品。単行本は発売されておらず、2016年12月19日に配信を開始した『まゆのおへや』の電子書籍版に全3話が併録されている。

### WIXOSS Bright Heart/Blight Hope
ホビージャパンから2017年2月25日に刊行されたノベライズ作品。タイトルに『Lostorage』を冠していないが、アニメと同じルールでセレクターとなった登場人物のバトルを描くシェアード・ワールド的な作品になっている。

## 関連書籍
Lostorage incited WIXOSS オフィシャルファンブック（ホビージャパン）
2017年3月11日発売 ISBN 978-4-7986-1389-5